# Киселёв, Алексей Алексеевич (историк)
Алексе́й Алексе́евич Киселёв (18 октября 1926, Полянки, Ульяновская губерния — 4 июня 2024, Мурманск) — советский и российский историк, специалист по истории Российского Севера, популяризатор исторических знаний. Автор книг по истории Европейского Севера России (в первую очередь Кольского полуострова), в том числе по истории саамов. Почётный гражданин Мурманска. Доктор исторических наук, профессор, действительный член Академии педагогических и социальных наук.

## Биография
Родился 18 октября 1926 года в деревне Полянки (ныне — в Сурском районе Ульяновской области).
Участник Великой Отечественной войны.
В 1956 году окончил исторический факультет Ленинградского Государственного университета. Работал в Мончегорском городском комитете КПСС, а в 1963 году перешёл на преподавательскую работу в Мурманский педагогический институт (ныне — Мурманский арктический университет), где в течение тридцати лет (1969—1999) заведовал кафедрой истории, став общепризнанным организатором исторического образования в Мурманской области.
Автор четырёхсот научных и научно-популярных публикаций по истории и этнографии Кольского Заполярья, международным отношениям на Севере Европы, пятьдесят из которых — монографии, учебники и учебные пособия для студентов и школьников.
С 1996 года — действительный член Академии педагогических и социальных наук.
Основные исследовательские интересы автора затрагивают историю Европейского Севера России, Северной Европы, Скандинавских стран и Финляндии, историю Гражданской войны в России, Великой Отечественной войны, советский период развития Кольского полуострова.

## Награды и звания
- Орден Ленина
- Орден Трудового Красного Знамени
- Орден Отечественной войны II степени
- Нагрудный знак «Отличник народного просвещения»
- Почётное звание «Заслуженный работник высшей школы Российской Федерации» (2000) — за заслуги в научной работе, значительный вклад в дело подготовки высококвалифицированных специалистов[5]
- Почётный гражданин Мурманска

## Книги
Автор более ста научных работ, многих учебных изданий, научно-популярных книг, статей в периодической печати. Основная тема его работ — история Кольского полуострова в XX веке.
Основные труды:
- Киселев А. А., Краснобаев А. И. История Мурманского тралового флота. 1920—1970. — Мурманск, 1973. — 304 с.
- Киселев А. А. Родное Заполярье. Очерки истории Мурманской области (1917—1972 гг.). — Мурманск, 1974. — 511 с.
- Киселев А. А., Тулин М. А. Улицы Мурманска. — Мурманск, 1974. — 208 с. (переиздана в 1991 г.)
- Киселев А. А., Тулин М. А. Книга о Мурманске. — Мурманск, 1977. — 239 с.
- Киселев А. А. Мурман в дни революции и гражданской войны. — Мурманск, 1977. — 223 с.
- Киселев А. А. Советские саамы: история, экономика, культура. — Мурманск, 1979. — 160 с. (в 1987 году вышло второе издание книги — переработанное и дополненное)
- Киселев А. А., Краснобаев А. И., Барабанов А. И. Гигант в Хибинах. История ордена Ленина и ордена Октябрьской революции производственного объединения «Апатит» им. С. М. Кирова (1929—1979). — Мурманск : Кн. изд-во, 1981. — 198 с.
- Киселев А. А., Ушаков И. Ф. История родного края. Учебное пособие для 7-10-х классов средней школы. — Мурманск, 1984. — 176 с.
- Киселев А. А. Мончегорск. — Мурманск, 1986. — 139 с. (Города и районы Мурманской области).
- Киселев А. А. Мурманск — город-герой (1988)
- Киселев А. А. Война в Заполярье. Учебное пособие. — Мурманск: Мурм. обл. науч.-метод. центр системы образования, 1995. — 220 с. ISBN 5-86975-026-1
- Киселев А. А. История Мурманской области (1917—1992 гг.). Учебное пособие. Мурманск: Мурм. обл. науч.-метод. центр системы образования, 1995. — 247 с. ISBN 5-86975-008-3
- Киселев А. А. За годом год… История Мурманской области в документах, воспоминаниях, комментариях. 1938—1941. 1941—1945. 1945—1950. 1950—1960. 1961—1970. 1971—1980. 1981—1988. 1989—1998. — Мурманск: Пазори, 1999. — 323 с.
- Киселев А. А. Материалы к истории библиотечного дела на Мурмане (середина XIX в. — 1990 г.). — Мурманск: Мурманская государственная областная универсальная научная библиотека, 1999. — 113 с.;
- Киселев А. А. Записки краеведа. — Мурманск, 2000. — 333 с. ISBN 5-85510-215-7
- Киселев А. А. Имидж Финляндии, Швеции, Норвегии и их народов в представлении мурманчан в первой половине XX века. — Мурманск, 2000. — 38 с.
- Киселев А. А. Как жили и сражались мурманчане в войну: менталитет северян в 1941—1945 гг. — Мурманск, 2002. — 509 с. (второе дополненной издание книги вышло в 2005 г.)
- Киселев А. А. Кольской атомной — 30. Страницы истории. — Мурманск, 2003. — 310 с. ISBN 5-93736-009-5
- Киселев А. А. Мурманск в истории улиц и площадей (2006)
- Киселев А. А. Гулаг на Мурмане. Репрессии 30-50-х годов XX века на Кольском полуострове. Очерки. — Мурманск : МГПУ, 2008. — 198 с. ISBN 978-5-88476-850-5
- Киселев А. А. Очерки этнической истории Кольского Севера. — Мурманск: МГПУ, 2009. — 145 с. ISBN 978-5-88476-928-1
- Киселев А. А. Грани моей жизни. Воспоминания. — Мурманск : МГГУ, 2011. — 224 с. ISBN 978-5-4222-0079-5
- Киселев А. А. Двадцать пять исторических портретов деятелей XX века на фоне Кольского Севера. От императора России Николая II до президента СССР М. С. Горбачева. — Мурманск : МГПУ, 2011.